# Вила-Сека (Барселуш)
Вила-Сека (порт. Vila Seca) — населённый пункт и район в Португалии, входит в округ Брага. Является составной частью муниципалитета Барселуш. Находится в составе крупной городской агломерации Большое Минью. По старому административному делению входил в провинцию Минью. Входит в экономико-статистический субрегион Каваду, который входит в Северный регион. Население составляет 1275 человек на 2001 год. Занимает площадь 6,08 км².